# Хиславички рејон
Монастиршчински рејон (рус. Монастырщинский район) административно-територијална је јединица другог нивоа и општински рејон на југозападу Смоленске области, у европском делу Руске Федерације.
Административни центар рејона је варошица Хиславичи. Према проценама националне статистичке службе, на подручју рејона је 2014. живело 8.327 становника.

## Географија
Хиславички рејон обухвата територију површине 1.161,04 км² и на 23. је месту по површини међу рејонима Смоленске области. Граничи се са Монастиршчинским рејоном на северозападу и северу, на североистоку је Починковски, а на југозападу и југу Шумјачински рејон. На западу се граничи са Републиком Белорусијом, односно са Мсциславским рејоном Могиљовске области.
највећи део територије рејона налази се у низијском подручју око реке Сож која протиче централним делом рејона у смерз североисток-југозапад и дели његову територију на два дела. Како рејон лежи углавном у низијском међуречју доминантан облик рељефа су замочварена подручја. Нешто издигнутији терен налази се на крајњем југозападу рејона који је део микроцелине Рослављанско-ђумјачког побрђа.
Око 18% територије је под шумама.

## Историја
Рејон је успостављен 1928. године и егзистирао је до 1963. када је привремено расформиран, а његова територија присаједињена суседном Монастиршчинском рејону. Поново је успостављен 1965. и од тада се налази у садашњим границама.

## Демографија и административна подела
Према подацима пописа становништва из 2010. на територији рејона је живело укупно 9.070 становника, а готово половина популације живела је у административном центру рејона. Према процени из 2014. у рејону је живело 8.327 становника, или у просеку 9,68 ст/км².
| 1959. | 1970. | 1989.  | 2002.  | 2010. | 2014.  |
| ----- | ----- | ------ | ------ | ----- | ------ |
| ---   | ---   | 15.071 | 12.007 | 9.070 | 8.327* |

Напомена: према процени националне статистичке службе.
Административно, рејон је подељен на подручје варошице Хиславичи (чија територија уједно има статус урбане општине), а која је уједно и административни центар рејона и на још 11 сеоских општина.

## Привреда
Најважнији извор прихода становништва рејона долази од пољопривреде, а посебно од млечно-месног сточарства и узгоја житарица.
Најважнији друмски правац је магистрални друм 66А-2 на релацији Починок—Хиславичи—Мсцислав (БЛР).